# Mistrovství Evropy v zápasu ve volném stylu 2016
Mistrovství Evropy v zápasu zápasu ve volném stylu za rok 2016 proběhlo v Rize, Lotyšsko ve dnech 8.-11. března 2016.

## Česká stopa
- -53 kg - Lenka Hocková-Martináková – vyřazena v 1. kole
- -63 kg - Adéla Hanzlíčková – vyřazena v 1. kole

## Program
- ÚTE - 08.03.2016 - bantamová váha (−48 kg, −57 kg), střední váha (−63 kg, −86 kg)
- STŘ – 09.03.2016 – lehká váha (−65 kg), těžká váha (−97 kg); pérová váha (−53 kg), lehká střední váha (−63 kg)
- ČTV – 10.03.2016 – pérová váha (−61 kg), velterová váha (−74 kg); lehká váha (−55 kg), těžká váha (−75 kg)
- PÁT – 11.03.2016 – lehká velterová váha (−70 kg), supertěžká váha (−120 kg); velterová váha (−58 kg), lehká těžká váha (−69 kg)

## Výsledky

### Muži
| Kategorie | Zlato                        | Stříbro                 | Bronz                    | Bronz                  |
| --------- | ---------------------------- | ----------------------- | ------------------------ | ---------------------- |
| -57 kg    | Gadžimurad Rašidov (RUS)     | Andrij Jacenko (UKR)    | Andrei Dukov (ROU)       | Georgi Vangelov (BUL)  |
| -61 kg    | Vladimer Chinčegašvili (GEO) | Georgij Kalijev (BLR)   | Ivan Guidea (ROU)        | Hadži Alijev (AZE)     |
| -65 kg    | Frank Chamizo (ITA)          | Mustafa Kaya (TUR)      | Israil Kasumov (RUS)     | Semen Radulov (UKR)    |
| -70 kg    | Magomedmurad Gadžijev (POL)  | Davit Tlašadze (GEO)    | Nikolaj Kurtev (BUL)     | Azamat Nurikov (BLR)   |
| -74 kg    | Soner Demirtaş (TUR)         | Džabrajil Hasanov (AZE) | Ijakob Makarašvili (GEO) | Zaur Makijev (RUS)     |
| -86 kg    | Šamil Kudijamagomedov (RUS)  | Alexandr Gostijev (AZE) | Davit Marsagišvili (GEO) | Ibragim Aldatov (UKR)  |
| -97 kg    | Anzor Boltukajev (RUS)       | Ivan Jankovskij (BLR)   | Erik Thiele (GER)        | Elizbar Odykadze (GEO) |
| -125 kg   | Geno Petrijašvili (GEO)      | Robert Baran (POL)      | Alexej Nikolajev (BLR)   | Alen Zasejev (UKR)     |

### Ženy
| Kategorie | Zlato                         | Stříbro                     | Bronz                       | Bronz                    |
| --------- | ----------------------------- | --------------------------- | --------------------------- | ------------------------ |
| -48 kg    | Marija Stadnyková (AZE)       | Emilia Vucová (ROU)         | Elica Jankovová (BUL)       | Maryna Markevičová (BLR) |
| -53 kg    | Sofia Mattssonová (SWE)       | Iryna Kuračkinová (BLR)     | Nina Hemmerová (GER)        | Julija Blahiňová (UKR)   |
| -55 kg    | Irina Ologonovová (RUS)       | Tetjana Kitová (UKR)        | Roksana Zasinová (POL)      | Ramona Galambosová (HUN) |
| -58 kg    | Natalija Synyšynová (AZE)     | Grace Bullenová (NOR)       | Hanna Vasylenková (UKR)     | Mimi Christovová (BUL)   |
| -60 kg    | Petra Olliová (FIN)           | Oksana Herhelová (UKR)      | Julija Proncevičová (RUS)   | Julija Ratkevičová (AZE) |
| -63 kg    | Anastasija Grigorjevová (LAT) | Julija Tkačová (UKR)        | Inna Tražukovová (RUS)      | Marianna Sastinová (HUN) |
| -69 kg    | Marija Mamašuková (BLR)       | Iljana Kratyšová (ISR)      | Buse Tosunová (TUR)         | Alina Berežná (UKR)      |
| -75 kg    | Yasemin Adarová (TUR)         | Aljona Starodubcevová (RUS) | Vasilisa Marzaljuková (BLR) | Alla Čerkasovová (UKR)   |

pozn: Neolympijská váhová kategorie je vybarvena světle šedou barvou.